# Paradise Alley (film 1962)
Paradise Alley è un film del 1962, diretto dal regista ceco Hugo Haas.

## Trama
Rudolph Agnus prende alloggio in una camera ammobiliata in un quartiere popolare di Los Angeles, in un condominio fatiscente di Paradise Alley, popolato da inquilini rumorosi e litigiosi. In particolare le famiglie Nicholson e Williams sono in continua lite, essendo contrari al rapporto amoroso che si è stabilito fra i rispettivi figli, il ventunenne Steve e la sedicenne Susie.
Rudolph fa la conoscenza di un vicino di casa, il signor Gregory, un operatore di ripresa in pensione, che ha raccolto nella propria abitazione una serie di cimeli di quando lavorava nell'industria cinematografica, tra cui una vecchia cinepresa non funzionante. Quando Gregory gli presenta il suo vecchio collaboratore Patrick, Rudolph dice loro di essere un regista, e concepisce l'idea di girare un film sugli abitanti del caseggiato.
Egli fa fatica a convincere dell'idea i due uomini, stupiti dal fatto che si dovesse girare un film senza l'attrezzatura funzionante e soprattutto senza la pellicola, ma alla fine il progetto si avvia. Vengono eseguiti il casting ed i provini – e tutti gli abitanti del condominio sono ansiosi di partecipare – e, dopo aver costruito dei microfoni finti, si girano le prime scene. Rudolph si diverte a far recitare insieme, in scene che denotano un certo affiatamento, persone che nella realtà si odiano.
Un giorno Rudolph, passando negli studios di una potente casa di produzione cinematografica per un lavoretto minore, incontra Jack Williams, figlio di un cineasta che aveva lavorato per lui in un film girato a Parigi anni prima. Williams riconosce in Rudolph il famoso regista Karl von Stallberg, autore di diversi film di culto del passato, e che tutti davano per disperso – dopo che aveva passato qualche anno in un ospedale psichiatrico – se non addirittura per morto.
Il giorno dopo Rudolph e i suoi due colleghi stanno "girando" delle scene quando interviene la polizia, informata da qualche invidioso che il film sarebbe contrario alla morale, che vuole sequestrare il filmato. Stupore, allora, quando nella macchina da presa non si trova alcuna pellicola. Ma sul posto è presente anche Williams con il suo superiore, Norman Holmes, vice-presidente di una nota major del cinema, che interviene e spiega con facilità la mancanza della pellicola: si tratterebbe di semplici prove. Holmes propone a Rudolph, che riconosce essere von Stallberg, di realizzare un film per la propria azienda, che avesse come tema proprio quello che Rudolph stava fingendo di girare, cioè, in sostanza, la storia del regista.
Steve e Susie si stanno baciando, e Rudolph intima ai loro genitori, che stavano iniziando a spazientirsi e a litigare, di lasciare provare in pace la scena ai due giovani.